# Prime Minister's Resignation Honours
I Prime Minister's Resignation Honours (in italiano: "onorificenze per le dimissioni del Primo Ministro") nel Regno Unito sono una serie di onorificenze concesse in occasione delle dimissioni di un primo ministro inglese. L'occasione, spesso tutt'altro che felice da celebrare, viene in realtà rimarcata per commemorare quanti abbiano lavorato durante il periodo di governo di un dato primo ministro, il quale ha la possibilità in quell'occasione di scegliere un certo numero di persone da proporre al monarca perché siano premiate secondo i differenti meriti. Ad esempio, nelle Prime Minister's Resignation Honours del 1997, vennero creati 47 nuovi pari nei tre principali partiti di governo.
Dal 2007 la House of Lords Appointments Commission ha ottenuto il privilegio di approvare le parìe concesse, mentre l'Honours Committee in accordo col Cabinet Office assicurano che le onorificenze da concedere risultino appropriate ai meriti conseguiti. 
Data la particolare natura delle concessioni, nel corso degli anni queste onorificenze sono spesso state criticate come nel caso dei Prime Minister's Resignation Honours del 1976 in occasione delle dimissioni di Harold Wilson (note come la "Lavender List") che causarono delle controversie per il gran numero di riceventi le onorificenze tra cui molti uomini d'affari, fatto che venne considerato antitetico rispetto alle direttive del Partito Laburista dell'epoca.
Il primo ministro Tony Blair non ha voluto concedere onorificenze, apparentemente per lo scandalo del "Cash for Honours". Gordon Brown ha fatto la medesima cosa, ma nel 2010 venne pubblicata una lista nota come "Dissolution Honours" con i medesimi contenuti.
David Cameron ha ripreso la pratica tradizionale del onorificenze con i Prime Minister's Resignation Honours del 2016 pubblicati il 4 agosto successivo alle sue dimissioni di luglio. Alcuni nomi presenti nella lista erano ad ogni modo già noti alla stampa da alcuni giorni.